# Schaerbeeks järnvägsstation
Schaerbeeks järnvägsstation är en järnvägsstation belägen i Brysselkommunen Schaerbeek i Belgien.